# Blogger
Blogger.com是由Pyra Labs公司創立，是目前全球使用者數量最多的個人網誌服務提供商。Pyra Labs和Blogger.com均被Google公司收購，成為其旗下的一项服務内容。
Blogger提供免費主機Blogspot.com存放網誌，用戶不必寫任何代碼或者安裝伺服器軟體或脚本，透過所見即所得界面輕鬆地建立、發佈、維護和修改自己的網誌。
Blogger允許有經驗的用户自行設計網誌界面，其模板支援使用HTML和CSS進行編輯。
在2010年5月1日之前，Blogger還允許用戶透過FTP將部落格發佈到他們自己的網絡託管服務器上。所有這些部落格都必須更改為使用blogspot.com子域，或者透過DNS將其自己的網域指向Google的服務器。

## 歷史
1999年8月三个朋友在互联网泡沫的潮流中创建Blogger.com，它是全球第一批专用于網誌发布的工具之一，被公认对推广網誌有重要贡献。而Blogger这个名词也随之成了最新的互联网时尚名词。具体来说，用户不用手动编写HTML帖子，并且频繁上传新的帖子，而是透过提交一个Blogger网站上的表单来发布新的网志文章。
2002年，Blogger网站的用户数达到高峰，这项服务倍受网友好评。
2003年，搜索引擎巨头Google公司收购Pyra Labs，包含Blogger网站。Google提供Pyra需要的資源。此外，以前需要付费订购的一些高级功能在Google的幫助下全部可以免费使用。
2004年Google收購了Picasa，並將其相片分享功能併入Blogger。同年5月9日，在和網頁設計公司Adaptive Path以及Stopdesign的合作下，Blogger重新启动一个全新的模板设计，增加的特點包括兼容CSS标准的模板，单独的帖子和評論的归档页，以及使用電子郵件来发布网志等功能。
2006年8月15日，Google推出Blogger Beta，增加不少新的功能，作了大量的改进。比起舊版本，新版本增加例如標籤、所見所得的模板更改器等新功能。如需使用這個版本，用戶需要註冊一個Google帳號以供登入。旧的Blogger可以直接转换到beta版，beta版还提供添加多种页面元素的功能，Google Adsense也被当作标签，系统自动会匹配多种适合你的网站模板的广告，方便用户的添加。HTML及JavaScript是其中一种页面元素，你可以添加任何其他的代码，比如可以将多种Widget嵌入Blogger中，丰富了网站的内容。或者是你的个人Blogger的RSS或Atom的订阅功能代码，可以从FeedBurner得到。也可以通过Google API嵌入一些Google的产品，例如 Google Earth。
2006年12月，Blogger離開beta。2007年5月，Blogger完全轉移到Google的伺服器。
2010年Blogger提供的免費主機Blogspot.com在50大重要性的網域名中排名第4。
2015年2月24日，Blogger宣布，自3月下旬起，它將不再允許其用戶發布露骨色情內容，除非裸露內容提供了「實質性的公共利益」，例如在「藝術，教育，紀錄片或科學背景下」。
2015年2月28日，考慮到長期部落客的強烈反對，Blogger撤銷了其禁止性內容的決定，回到了以前的政策，即如果博客被標記為「成人」，則允許使用露骨的圖片和視頻 。
2016年3月，Google開始執行遷移blogspot計畫到官方Google blog，遷移是從更改域名開始，新的域名是https://webmasters.googleblog.com （页面存档备份，存于），Google計劃在接下來的幾個月結束他們的遷移計畫。

### 可用語言
截至2016年末，Blogger支持以下60種語言：南非語，阿姆哈拉語，阿拉伯語，巴斯克語，孟加拉語，保加利亞語，加泰羅尼亞語，中文（香港），簡體中文，繁體中文，克羅地亞語，捷克語，丹麥語，荷蘭語，英語（英國），英語（美國）， 愛沙尼亞語，菲律賓語，芬蘭語，法語，加利西亞語，德語，希臘語，古吉拉特語，希伯來語，印地語，匈牙利語，冰島語，印度尼西亞語，意大利語，日語，卡納達語，韓語，拉脫維亞語，立陶宛語，馬來語，馬拉雅拉姆語，馬拉地語，挪威語，波斯語，波蘭語， 葡萄牙語（巴西），葡萄牙語（葡萄牙），羅馬尼亞語，俄語，塞爾維亞語，斯洛伐克語，斯洛文尼亞語，西班牙語（拉丁美洲），西班牙語（西班牙），斯瓦希里語，瑞典語，泰米爾語，泰盧固語，泰盧固語，泰語，土耳其語，烏克蘭語，烏爾都語，越南語和祖魯語。

### 特定國家/地區的Blogger網址
2013年2月，Blogger開始將用戶的部落格與多個國家/地區特定的URL集成在一起。例如，exampleuserblogname.blogspot.com將自動導向到加拿大的exampleuserblogname.blogspot.ca，英國的exampleuserblogname.blogspot.co.uk。

## 服务
Blogger默认把用户的網誌发布到免费提供的Blogspot.com主機上。2010年5月1日之前，Blogger也支持把内容发布到用户選擇的伺服器上（通過FTP或SFTP），这项功能可以被绝大多數網頁服务器所支持。
当前Blogger已经推出了完整的中文界面，具有成熟的中文網誌书写和发布功能。

## 扩展与相关软件

### BlogThis!
Google在其Google Toolbar中增加了一个名为 BlogThis! 的新功能，增加了一個連結，使得本来不被支持的電腦也可以使用BlogThis!工具。BlogThis工具允許在访问一个站点时打开一個彈出式視窗，显示一个可以不登录Blogger中央网站就可以直接发布网志的表单，並且保持正在访问的網站也处于打开状态。

### 從Word發布Blogger
2005年8月16日，Google發表了官方的免費外掛程式 Blogger for Word。這個外掛软件会在微软文字处理软件Microsoft Word的主界面中增加一个工具栏，用户可以直接在Word中编辑文字，并立刻发布到Blogger上，所以線上和離線同樣都可以編輯文章。此外挂还允许用户把网络上已经发布的帖子备份到本机上编辑修改。不过遗憾的是，这款插件不支持图片编辑功能，且只能安装到Word 2000以上版本的Word软件中。

### 從電子郵件發布Blogger
如果你登录Blogger比较麻烦，或者无法登录，你可以通过電子郵件来发布到Blogger，如果你的邮件是支持多文本编辑，效果会更好。方法是在Blogger中的设置-->电子邮件-->mail to blogger中填写一个个性化的好记的名字，以后你可以直接给这个完整的邮件地址写信就可以立即发布到Blogger了。

### 從Google文件發布Blogger
现在Google官方推出的Google文件已经支持发布到Blogger，用户可以在Google文件中先编辑好你要写的内容，支持html编辑和所见即所得编辑，多种图片和视频。如果Blogger帐户中有多个博客，系统首次会让用户设置，让用户选择发布到哪一个博客。
不过目前发布的时候，Google文件设置的文章标题和标签不会自动发布到Blogger.com，需要在Blogger.com中自己再次修改。对于用FeedBurner烧制的Feed来说，可能会产生2条文章，一个没有标题，一个有标题。

### 從Windows Live Writer發布Blogger
Windows程式集裡的Windows Live Writer可以經由一些設定，支援發佈文章到Blogger。

### Picasa
在2004年，Google公司收购了Picasa（圖像軟體製作商）和它的相片分享工具Hello。後者與Gmail、Blogger可以集成，允许用戶張貼相片到他們的網誌。这样，Blogger和hello的集成使得图像网志的发布变得非常方便。

## 中國大陸封鎖
依據GreatFire測試，其網站在中國大陸被當局的網墻封鎖，即當地網民無法正常訪問該網站，2011年8月起持續遭受封鎖至今，此前亦有斷續封鎖。

## 外部連結
- Blogger （页面存档备份，存于）
- Blogger官方網誌 （页面存档备份，存于）